# Mario Gros
Mario Gros (Torino, 1888 – San Remo, 1977) è stato un disegnatore e pittore italiano e un imprenditore nel campo grafico.

## Gli inizi
Inizia giovanissimo come apprendista incisore, e contemporaneamente frequenta l'Accademia Albertina di Torino, dove studia pittura con Giovanni Guarlotti e Romolo Bernardi. Percorre la carriera di incisore cromista ed in seguito, quella di cartellonista pubblicitario.
Più tardi è dirigente in un'azienda specializzata nella stampa di manifesti in cui lavora come cartellonista per la Ambrosio Film e la Pittaluga. Molte artiste celebri, come Francesca Bertini e Lydia Borelli, sono state ritratte nei suoi cartelloni. Gino Simonetti in una sua biografia di Gros, ricorda il cartellone "Atlantide" (raffigurante un ritratto di Brigitte Helm), quello de La passione di Giovanna d'Arco (con Renée Falconetti) ed una serie di visualizzazioni per il  film Il re dei re.
Gros ha firmato il manifesto italiano per il primo film sonoro americano, Il cantante di jazz.

## L'attività industriale
Tenta la carriera industriale fondando nel 1925 con due soci la "Gros Monti& C.",una piccola azienda in zona San Paolo a Torino.
Riesce a superare le difficoltà iniziali, di ordine sia organizzativo che economico, e in breve tempo la "Gros Monti & C." acquista notevoli dimensioni, reputazioni sicure e capacità tecnologica globale. Gestisce, con reparti interni, tutto il procedimento di stampa: dalla creazione del bozzetto all'esecuzione degli impianti, alla stampa e all'allestimento finale.
Nel periodo tra il 1925 e il 1942 Gros firma bozzetti per clienti prestigiosi, pubblici e privati: Fiat, il comune di Torino, Bergia, Cora, la Gazzetta del popolo, ma nel 1942 la Gros Monti & C. viene completamente distrutta da un bombardamento.
Al termine del conflitto fonda una nuova azienda, la "Mario Gros & C.", che nasce con impianti modernissimi. Tra i collaboratori un giovane Armando Testa.
Nel 1960 la "Mario Gros & C." viene trasferita in una nuova sede realizzata dall'architetto Casalegno, in Corso Orbassano. Nel '67, all'età di quasi ottant'anni, termina la sua attività di imprenditore. L'azienda ceduta conserva il suo nome e il suo stile.
Trasferitosi in Riviera muore a Sanremo nel 1977.

## I premi e i riconoscimenti
Nel 1958 gli viene conferito il premio "Chiave d'Oro del Successo".
Viene nominato membro effettivo della Chambre de Commerce Européenne per il Mercato Comune.
Fa parte del comitato per l'Istruzione Grafica all'Istituto Bodoni di Torino. Tiene lezioni presso l'Istituto Superiore di Cultura Grafica di Torino.